# Beta-alanopina deidrogenasi
La beta-alanopina deidrogenasi è un enzima appartenente alla classe delle ossidoreduttasi, che catalizza la seguente reazione:
β-alanopina + NAD+ + H2O ⇄ β-alanina + piruvato + NADH + H+